# Großsteingräber bei Brüsewitz
Die Großsteingräber bei Brüsewitz waren zwei oder drei megalithische Grabanlagen der jungsteinzeitlichen Trichterbecherkultur bei Brüsewitz im Landkreis Nordwestmecklenburg (Mecklenburg-Vorpommern). Sie wurden im 18. und 19. Jahrhundert zerstört.

## Forschungsgeschichte
Grab 2 wurde erstmals 1762 und nochmals 1779 von Carl Friedrich Evers untersucht. Die von ihm gemachten Funde wurden 1837 und 1840 durch Georg Christian Friedrich Lisch publiziert. Lisch selbst untersuchte am 3. Mai 1839 die Gräber 1 und 3, welche gemeinsam mit einem benachbarten Grabhügel dem Straßenbau weichen mussten. Lisch hielt das von Evers untersuchte Grab für identisch mit Grab 3, Robert Beltz und ihm folgend Ewald Schuldt und Hans-Jürgen Beier hielten sie jedoch für verschiedene Gräber.
Es existieren verschiedene Nummerierungen. Im Folgenden wird das System vom Schuldt verwendet.
| Lisch | Beltz | Sprockhoff | Schuldt/Beier |
| ----- | ----- | ---------- | ------------- |
| 1     | 2     | 1          | 1             |
| 2     | 1     | –          | 2             |
| 2     | 3     | 2          | 3             |

## Lage
Die Gräber 1 und 3 befanden sich nach Lisch „[a]uf der Feldmark des Gutes Brüsewitz […] nahe beim Eulenkruge, an der Landstraße zwischen Schwerin und Gadebusch“. Grab 1 lag „nahe südwestlich hinter dem Eulenkruge nicht weit vom Rande des Gehölzes am Wege nach Haidekaten“ und Grab 3 „[e]inige hundert Schritte von diesem Grabe liegt im Gehölze an der andern Seite des Weges“. Über Grab 2 ist lediglich bekannt, dass es „zu Kleinen-Brütz“ (alter Name von Brüsewitz) lag.

## Beschreibung

### Grab 1
Bei dem als „Resengrav“ (Riesengrab) bezeichneten Grab 1 handelte es sich um ein ost-westlich orientiertes kammerloses Hünenbett mit einer Länge von etwa 100 Fuß (31 m) und einer Breite zwischen 12 und 14 Fuß (4,3–4,8 m). Es besaß eine doppelte steinerne Umfassung, von der noch 36 Granit-Findlinge mit einer Höhe zwischen 3 und 5 Fuß (ca. 0,9–1,6 m) erhalten waren. Die Lücken zwischen den Findlingen waren mit Trockenmauerwerk aus kleineren Steinen verfüllt. Die Hügelschüttung hatte eine Höhe von 4 Fuß (ca. 1,2 m). Die westliche Hälfte des Hügels wurde durch eine Mauer aus kleinen Steinen längs geteilt. Dieser Bereich der Anlage war weitgehend fundleer, lediglich eine Keramikscherbe wurde hier gefunden. In der östlichen Hälfte des Hügels war die Erde durchsetzt mit verbrannten und unverbrannten Feuerstein-Stücken, Holzkohle, Rotsandstein-Platten und dickwandigen Keramikscherben. Angeblich wurden zwischen den Umfassungssteinen ein Beil und eine Klinge aus Feuerstein gefunden, von den Arbeitern aber zerschlagen und nicht aufbewahrt. Dicht unter der Grasnarbe des Hügels wurden außerdem zwei Eisenstücke gefunden, die wohl von einem Messer oder Schwert aus slawischer oder jüngerer Zeit stammten.

### Grab 2
Über das Grab selbst liegen keine näheren Angaben vor. 1762 wurden hier fünf Feuerstein-Beile gefunden, 1779 ein Schleifstein aus Rotsandstein, der zunächst in den Besitz der Universität Rostock gelangte und 1839 der Großherzoglichen Altertümersammlung in Schwerin, dem heutigen Archäologischen Landesmuseum Mecklenburg-Vorpommern übereignet wurde.

### Grab 3
Grab 3 war bei Lischs Untersuchung bereits stark zerstört. Eine Hügelschüttung konnte nicht festgestellt werden. Es waren noch die Wandsteine der Grabkammer erhalten, die Decksteine waren bereits entfernt worden, lediglich das Bruchstück eines Decksteins lag noch im Inneren der Kammer. Die Ausrichtung der Kammer ist nicht überliefert. Da auch über ihre Maße und die Anzahl der Wandsteine keine Angaben vorliegen, lässt sich der genaue Grabtyp nicht mehr bestimmen.

## Die Gräber in regionalen Sagen
Über das Riesengrab hieß es, dass dort nachts Lichter brennen sollen.